# Henri Hiegel
Henri Hiegel, né le 25 octobre 1910 à Sarreguemines et mort le 23 décembre 2001 dans cette même ville, est un historien français, spécialisé dans l’histoire du département de la Moselle, plus spécifiquement de l’est mosellan et du Westrich, ainsi que des territoires lorrains, sarrois, palatins et alsaciens proches.

## Biographie
Il naît à Sarreguemines le 25 octobre 1910, à l'époque du Reichsland d’Alsace-Lorraine, dans l’Empire allemand. Il suit ses premières années d’écolier en langue allemande. Après l'obtention du baccalauréat en 1928, il s'inscrit en licence d'histoire et de géographie à la faculté des lettres de Nancy. Titulaire d'une licence en 1931, il enseigne à Saint-Quentin, Lille puis Metz avant de revenir en 1937 à Sarreguemines.
Sous la direction de l’historien nancéien André Gain, il passe un diplôme d'études supérieures dont le mémoire, revu et complété, est publié à Paris en 1934 : La châtellenie et la ville de Sarreguemines de 1335 à 1630 ; cet ouvrage fut remarqué par la profession et couronné par l'Académie nationale de Metz. En 1936, Henri Hiegel épouse Germaine Pirus de Kemplich près de Thionville. Dans ces années, il entame une importante production d’articles historiques, dans de nombreuses revues régionales.
Mobilisé en avril 1939, à la veille de la Seconde Guerre mondiale, il sert comme interprète dans l'État-major de la 7e DINA, engagée en juin 1940 dans les durs combats au nord de la Somme. Récompensé par la croix de guerre, il est démobilisé à Périgueux après l'armistice de 1940. En septembre 1940, il retrouve la Moselle annexée et intégrée dans le Gau Westmark, et revient à Sarreguemines. L’enseignant est obligé de suivre le stage pédagogique d’adaptation (Umschulung) à Sarrebruck avant d'être muté à l'école normale de Sarrebourg en 1944. Il voit arriver les armées de libération alors qu’il réside près de Thionville, puis reprend son activité d’historien et ses publications.
De la fin de la guerre jusqu’aux années 2000, Henri Hiegel publie des articles dans les annuaires de la S.H.A.L, les Cahiers lorrains, Le Pays lorrain, les Annales de l'Est, les Saarbrücker Hefte, l'Information historique. Son insatiable curiosité lui fait prospecter de nombreux domaines : la toponymie, les industries de sa ville natale (la faïencerie), l'histoire des paroisses, les traditions et les dialectes de la Moselle germanophone, etc.. Il produit son œuvre maîtresse, le Bailliage d'Allemagne de 1600 à 1632, en deux volumes, le premier en 1961 le second en 1968 ; il obtient le Prix de l'Académie des Inscriptions et Belles-Lettres en 1969. Certains de ses travaux sont rédigés avec le concours de son fils Charles Hiegel.
Bilingue français-allemand, Henri Hiegel collabore avec les historiens et érudits de la Sarre voisine : il devient membre du Historischer Verein für die Saargegend (Association d’histoire de la région sarroise). Après trente-neuf années de services scolaires, il est reçu commandeur dans l'ordre des Palmes académiques en 1985.
Il décède le 23 décembre 2001. À sa mort, outre ses livres, Henri Hiegel avait rédigé, entre 1929 et 2000, seul ou en collaboration avec Charles Hiegel, 232 articles et contributions locales, dont 15 en langue allemande, dans une trentaine de revues ou publications. L’historien François Waag dira de son œuvre : « l’érudition et la minutie sont incomparables, aussi bien pour la période moderne que contemporaine »   Depuis 2012, une rue de sa ville natale, Sarreguemines, porte son nom, ainsi qu'une rue de Sarralbe, en Moselle.

## Distinctions
- Croix de guerre 1939–1945
- Commandeur de l'ordre des Palmes académiques

## Publications
- La Châtellenie et La Ville De Sarreguemines De 1335 à 1630 ; préface de M. André Gain, (Annales de l'Est, Mémoires no 3) Paris, Berger-Levrault, 1934.
- Le bailliage d'Allemagne de 1600 à 1632 : 
  - Tome 1 : L'administration, la justice, les finances et l'organisation militaire, Sarreguemines, Éditions Pierron, 1961
  - Tome 2 : Agriculture, industrie, commerce, Éd. Pierron, Sarreguemines, 1968 (notice BnF no FRBNF33042010)
- L’œuvre de l’historien lorrain Jean-Pierre Kirch (1868-1939); Annuaire de la Société d’histoire et d’archéologie de la Lorraine, 1976, p. 143-161
- L'œuvre de l'historien lorrain Jacques Touba (1863-1940); Annuaire de la Société d'histoire et d'archéologie de la Lorraine, 1977, p. 151-172
- Ils disent « drôle de guerre », ceux qui n’y étaient pas :
  - Tome 1 : 3 septembre 1939 - 10 mai 1940 ; Éditions Pierron, 1983
  - Tome 2 : 10 mai au 4 juillet 1940 ; Éditions Pierron, 1984
- Dictionnaire étymologique des noms de lieux du département de la Moselle, Éditions Les amis du Pays d'Albe, 1988
- (avec Hiegel Charles) La faïencerie de Sarreguemines de 1790 à 1838, Sarreguemines, musée de Sarreguemines, 1993.